# Gérard Fuchs
Pour les articles homonymes, voir Fuchs.
Gérard Fuchs, né le 18 mai 1940 à Longjumeau, est un homme politique français.

## Biographie
Scientifique de formation, Gérard Fuchs est diplômé de l'École Polytechnique (X58). Il effectue son service militaire de 24 mois comme sous-lieutenant, dont 18 mois dans un commando de chasse en Algérie dans les Aurès, en 1961 et où il est blessé au combat.
À sa sortie d'École, il intègre le CNRS comme chercheur en physique théorique (thèse sur la théorie quantique des champs), puis en économie.
Gérard Fuchs est un compagnon de route de la gauche rocardienne (adhésion à la CFDT en 1968, animateur d'"Objectif socialiste").
Il adhère au PS lors des Assises du socialisme en 1974 (membre du comité directeur puis du Bureau exécutif, secrétaire international de 1988 à 1995).
Il est député européen de 1981 à 1984, membre de la Commission du développement du Parlement européen. Il préside ensuite l'Office national d'immigration de 1984 à 1986.
Il est député de Paris de 1986 à 1988 (membre de la Commission de la Défense), avant de redevenir député européen de 1989 à 1994, membre de la commission économique du Parlement européen.
Il retourne à l'Assemblée nationale comme député de Seine-Maritime (1997-2002) (membre de la Commission des Finances).
Il est ensuite responsable international de la Fondation Jean-Jaurès (2006-2015), puis responsable Asie de la FJJ.

## Détail des fonctions et des mandats
Mandat parlementaire national
- 2 avril 1986 - 14 mai 1988 : député de Paris
- 1er juin 1997 - 18 juin 2002 : député de la 10e circonscription de la Seine-Maritime

Mandat au Parlement européen
- 17 juin 1981 - 23 juillet 1984 : comme suivant sur la liste du parti socialiste après la nomination d'Yvette Roudy comme ministre des droits des femmes
- 25 juillet 1989 - 18 juillet 1994

## Ouvrages
- Ils resteront : le Défi de l'immigration (Syros, 1987)  (ISBN 978-2-86738-185-0)
- L'Europe contre la mondialisation (L'Harmattan, 1996)  (ISBN 978-2-7384-4753-1)
- Algérie, une mémoire enfouie (Denoël, 2003)  (ISBN 978-2-207-25453-0)
- Dépasser le capitalisme (L'Harmattan, 2007)  (ISBN 978-2-296-02899-9)
- Mondialiser la gauche (L'Harmattan, 2017)  (ISBN 978-2-343-13201-3)
- Récits d'un homme de gauche (L'Harmattan, 2022)  (ISBN 978-2-343-24331-3)

## Distinctions honorifiques
- Croix de la Valeur militaire (Algérie, 1961)
- Chevalier de l'ordre national du Mérite.